# Flugplatz Ameland

i8
i11
i13
Der  Flugplatz Ameland (niederländisch:  Vliegveld Ameland; auch: Ameland Airport Ballum; ICAO-Code: EHAL) ist ein öffentlicher Flughafen, nahe Ballum auf der Insel Ameland in der Provinz Friesland in den Niederlanden.

## Flughafendaten
Der Flugplatz verfügt über eine Betonpiste mit 860 m Länge und 30 m Breite. Er befindet sich auf 3 m Seehöhe.

## Geschichte
Der Flughafen Ameland ist ein kleiner Flughafen der allgemeinen Luftfahrt auf der Insel Ameland. Er liegt in der Provinz Friesland und ist der nördlichste Flugplatz des Landes. In einem Brief an den Bürgermeister von Ameland schlug die niederländische Fluggesellschaft KLM in den 1930er Jahren den Bau eines Flugplatzes auf der Insel Ameland vor, um den Tourismus anzukurbeln und Ameland aus seiner Isolation zu befreien. Der Brief leitete eine Untersuchung der Möglichkeiten durch die Gemeinde und Rijkswaterstaat (die Zivilluftfahrtbehörde der Niederlande der Verkehrs- und Wasserwirtschaftsinspektion) ein, die bis 1938 andauerte. Wegen des Zweiten Weltkriegs wurde das Projekt auf Eis gelegt. Im Jahr 1945 begannen die Bauarbeiten, aber erst am 13. Mai 1957 wurde das Gelände durch Ernennung des Ministers für Straßen und Wasserwege zu einem offiziellen Luftfahrtgelände. Allerdings wurde der Flughafen schon vorher genutzt.